# Nash Airflyte

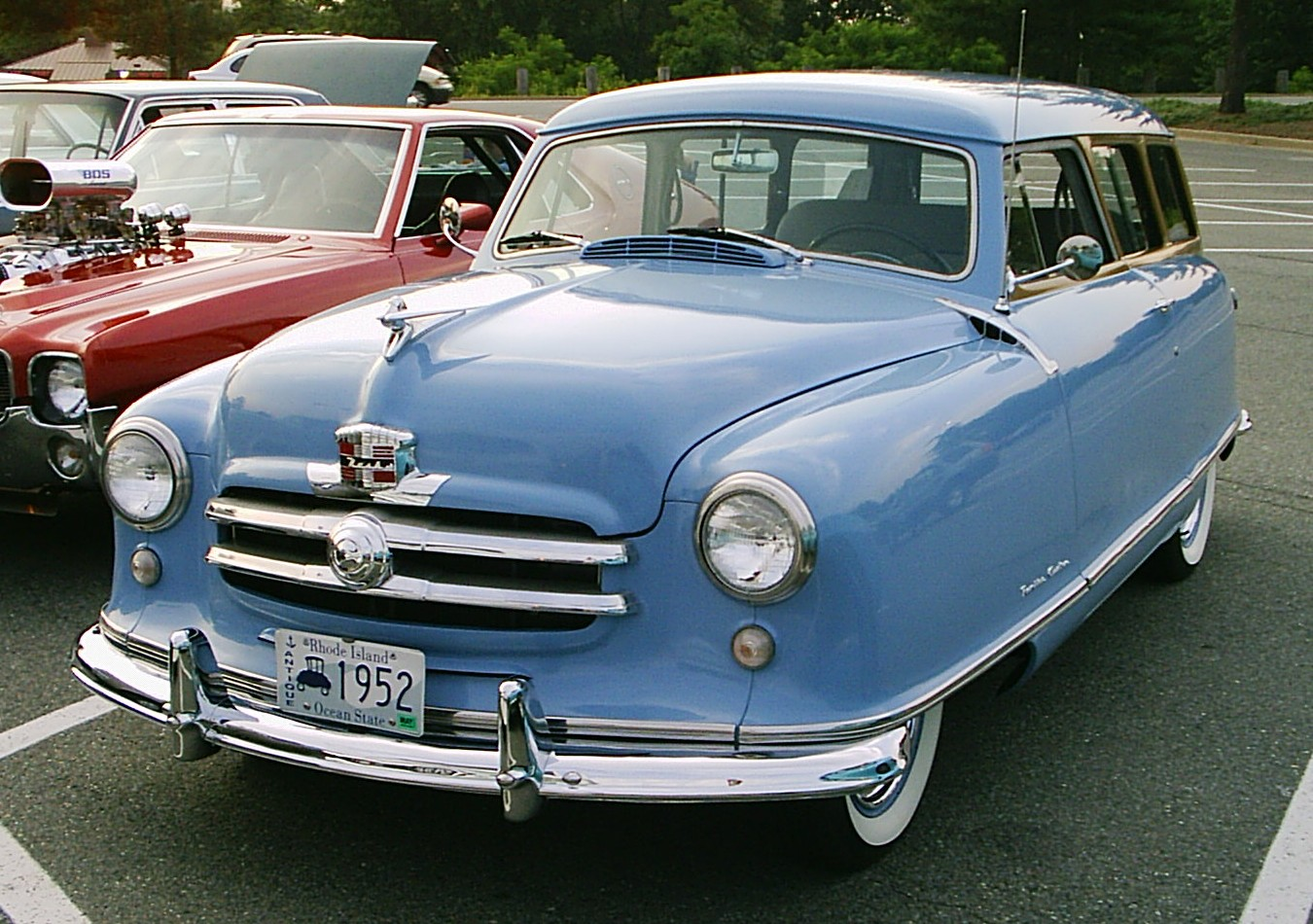
Nash Rambler Greenbrier (1952)

Der Nash Airflyte war der erste Versuch von Nash Motors in Kenosha, Wisconsin, einen stromlinienförmigen Personenkraftwagen herzustellen. Zugleich handelt es sich um die erste Neukonstruktion des Automobilherstellers nach dem Zweiten Weltkrieg. Nach den Theorien von Nils Wahlberg wurde im Windkanal eine aerodynamische Pontonkarosserie entwickelt. Sie hatte runde Formen und integrierte vordere Kotflügel und war deutlich breiter und niedriger als die Karosserien der bis dahin gefertigten Autos. Sogar die Radausschnitte fehlten, um der vorbeistreichenden Luft keine Kante für Verwirbelungen zu bieten.

## Erste Serie, 1949–1951

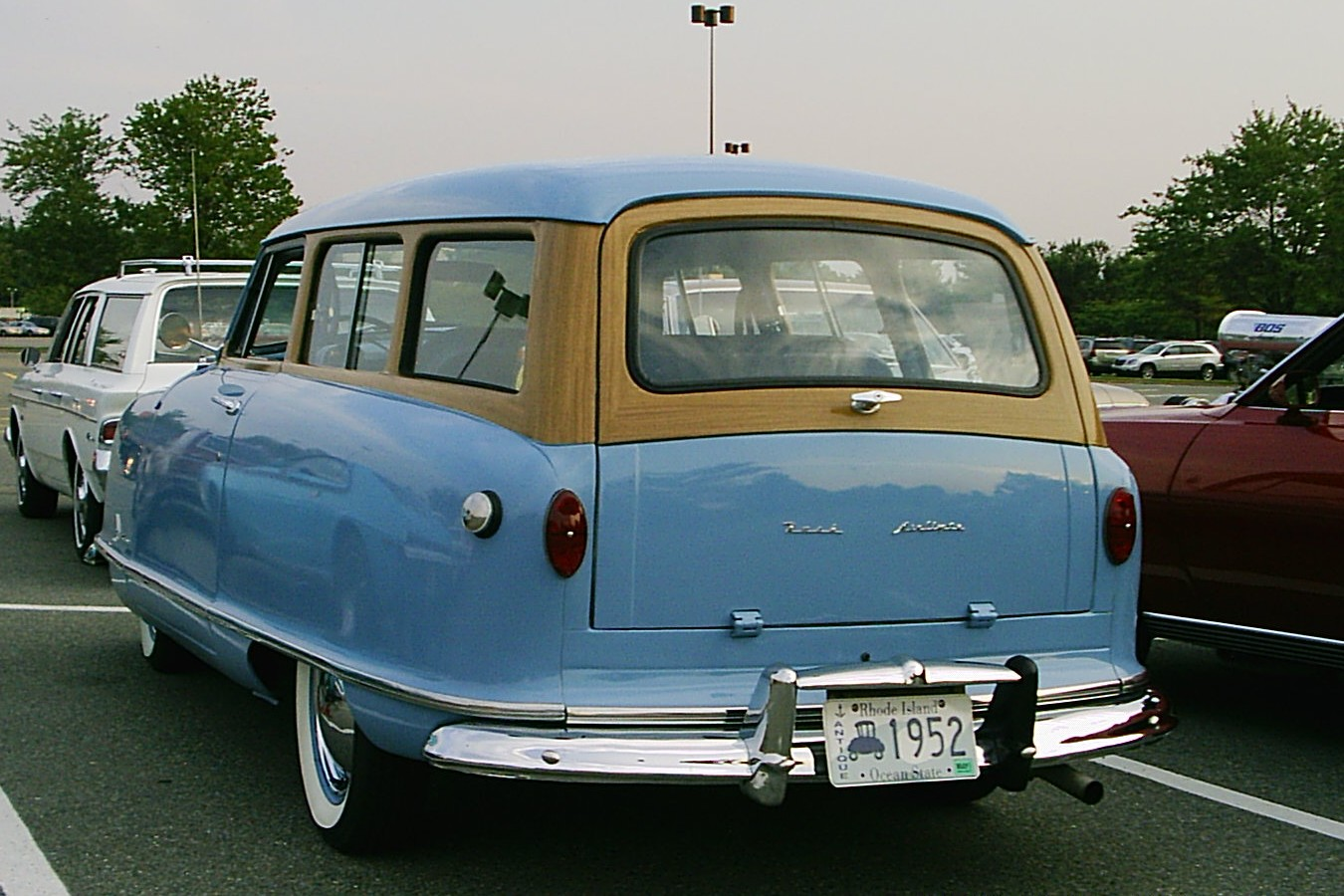
Nash Rambler Greenbrier (1952)

Als erstes Modell wurde ab 1949 der Nash 600 mit dieser Fließheckkarosserie ausgestattet. Gegenüber dem Vorjahresmodell bot der neue Wagen viel mehr Platz und hatte eine Frontscheibe ohne Mittelsteg. Alle vier Türen waren vorne angeschlagen. Auch der größere Ambassador bekam die neuartige Karosserie. Aufgrund ihrer runden Formen, die deutlich an eine umgestülpte Badewanne erinnerten, hießen die Fahrzeuge im Volksmund auch Nash Bathtub.
Im Jahre 1950 wurde der Typ 600 in Statesman umbenannt. Zusätzlich kam mit dem Nash Rambler ein neues, kompaktes Modell heraus, das nur zwei Türen und kleinere Motoren hatte. Der Präsident der Gesellschaft, George Mason, rechnete sich so insgesamt bessere Marktchancen aus. Im Folgejahr kam noch ein 3-türiger Kombi namens Greenbrier dazu.

## Zweite Serie, 1952–1954

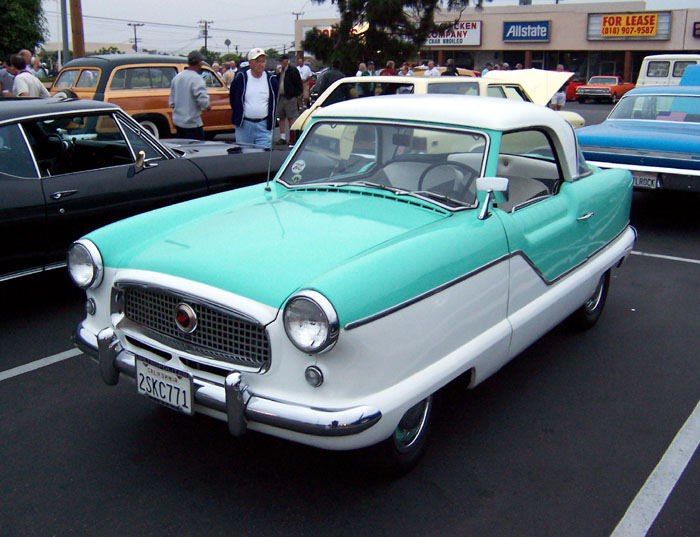
Nash Metropolitan (1954)

1952 wurde das Airflyte-Konzept überarbeitet: Der Kühlergrill wurde größer, die gesamte Karosserie eckiger und an deren Ende wuchsen erste, kleine Heckflossen. Die Panorama-Heckscheibe, die einige Rambler-Modelle schon 1951 hatten, wurde auch für die größeren Wagen übernommen. Die hatten auch ihr Fließheck zugunsten einer klassischeren Stufenheckform eingebüßt. Die neuen Wagen wurden angesichts des 50-Jährigen Firmenjubiläums (wenn man die Jahre der Vorgänger-Firma Thomas B. Jeffery Company dazuzählt) als Golden Airflytes vermarktet.
In vergleichbarem Styling erschien 1954 als erster echter US-amerikanischer Kleinwagen der Nash Metropolitan. Seine Airflyte-Karosserie stammte aus US-amerikanischer Feder, während die Mechanik aus Großbritannien von Austin kam. In Großbritannien wurde der Wagen auch gebaut und in die USA importiert.

## Dritte Serie, 1955–1960
1955 und 1956 wurde das Aussehen der Airflyte-Modelle erneut geändert. Auffälligste Veränderung waren die neuen Radausschnitte in den vorderen Kotflügeln, später auch in den hinteren. Die komplette Abdeckung der Räder in den früheren Ausführungen senkte nämlich zwar den Luftwiderstand, behinderte jedoch auch beim Einschlagen der Räder, sodass die Airflyte-Modelle einen deutlich größeren Wendekreis hatten als alle anderen Automodelle ihrer Zeit.

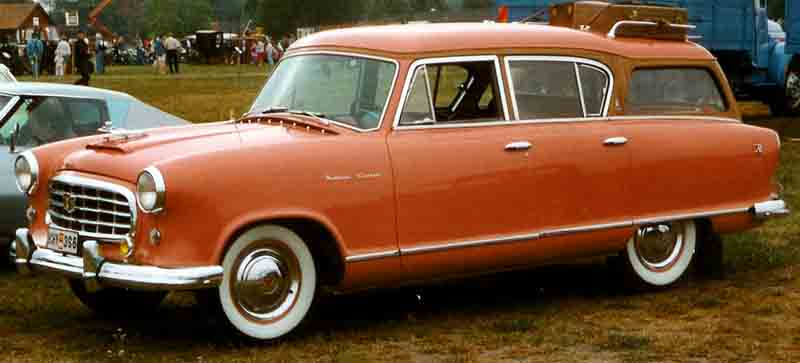
Nash Rambler Cross Country (1955)
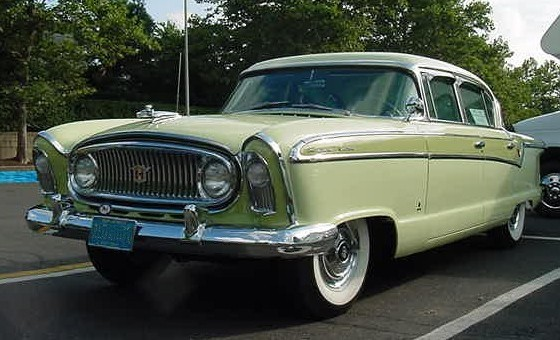
Nash Ambassador Limousine (1956)
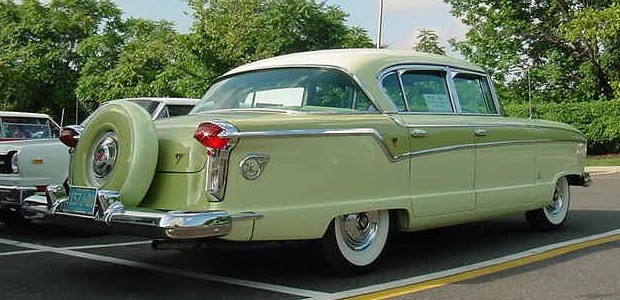
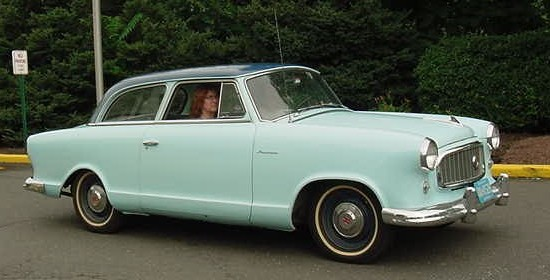
Rambler American (1959)

Schon 1954 war durch Fusion mit der Hudson Motor Car Co. die neue Gesellschaft American Motors Corporation entstanden, die zunächst aber weiterhin Autos unter den Markennamen Nash und Hudson fertigte. So kamen auch die letzten Hudson-Modelle in den Genuss des Airflyte-Stylings. Auch der erste Rambler American des Jahres 1958 zeigte noch Anklänge an das (modernisierte) Airflyte-Styling, bevor Anfang der 1960er-Jahre diese runden Formen gänzlich aus der Mode kamen.